# Перстач сивуватий
{{#ifeq:0|0|{{#if:|{{#if:Potentillainclinata|[[]}}|}}}}
Перстач сивуватий (Potentilla inclinata) — вид квіткових рослин роду перстач родини розові (Rosaceae).

## Ботанічний опис
Багаторічна рослина до 45 см заввишки.
Стебла прямостоячі, як і черешки листків, покриті довгими м'якими волосками, нерідко вгорі сірувато-повстяні. Прикореневі та стеблові листки, за винятком верхніх, пальчаті, з 5 (7) листочками, зверху зелені, зазвичай негусто притиснуто-волосисті. Листочки довжиною 1-5 см, шириною 0,6-2 см, довгасто-оберненояйцеподібні або довгасті, майже від основи надрізано-зубчасті (по (2) 3-6 зубців з кожного боку).
Квітки 9-13 мм у діаметрі, у щиткоподібно-волотистих суцвіттях. Чашечка волосиста. Плід — горішок.

## Поширення
Поширений у Європі крім півночі й у помірній Азії; інтродукований в Канаді, США й на півночі Європи.
В Україні трапляється майже на усій території. Росте на полях та схилах, серед чагарників.